# سد تینگزیکو
سد تینگزیکو (به لاتین: Tingzikou Dam) یک سد و نیروگاه برقابی در چین است که در کانگشی واقع شده‌است.